# Hexenwasser

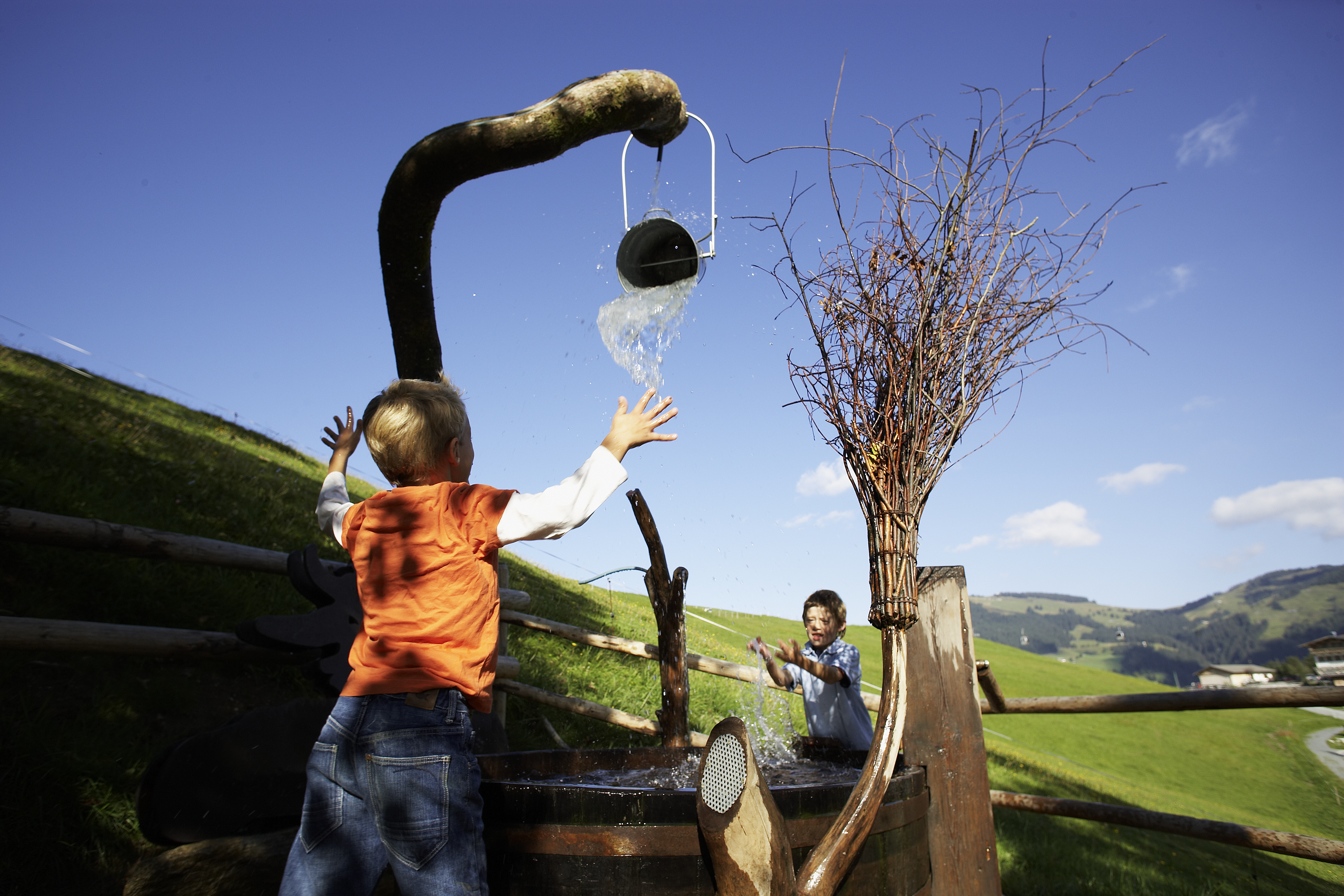
Freizeitgelände Hexenwasser mit Barfußpfad in Söll/Tirol.

Das Hexenwasser ist ein Freizeitgelände an der Mittelstation der Bergbahnen Söll in Tirol, welches 2002 eröffnet wurde. Es ist in der Almenregion nahe dem Wilden Kaiser und der Hohen Salve am Knotenpunkt eines Wanderwegenetzes gelegen. Kernstück ist ein Wasserspielgelände bestehend aus Teichen, Kneippbecken und Wasserläufen.
Zum Freizeitgelände gehören außerdem ein Barfuß-Erlebnispfad, eine Indoor-Wasserwerkstatt (Blaues Wunder), ein über 300 Jahre altes Bauernhaus (Simonalm), welches 2010 aus dem benachbarten Brixen im Thale übersiedelt wurde, ein Schau-Bienenhaus mit Imker und mehreren Bienenvölkern, ein Sonnenuhren-Rundweg mit Start beim Salvenkirchlein auf der Hohen Salve, Ruheplätze und weitere naturnahe Erlebnis- und Mitmachstationen nach Hugo Kükelhaus. Initiatoren des Hexenwassers sind die Bergbahnen Söll (SkiWelt Wilder Kaiser Brixental) in Zusammenarbeit mit Kreativdirektor Matthias Schenk aus dem Schloss Freudenberg, welche das Areal jährlich weiterentwickeln.
2003 gewann das Hexenwasser den Staatspreis für Tourismus und den „Tirol Touristica 2003“. Im Jahr 2013 gewann das Hexenwasser den „The Alps Award“ und 2016 den Österreichischen Tourismus-Innovationspreis.

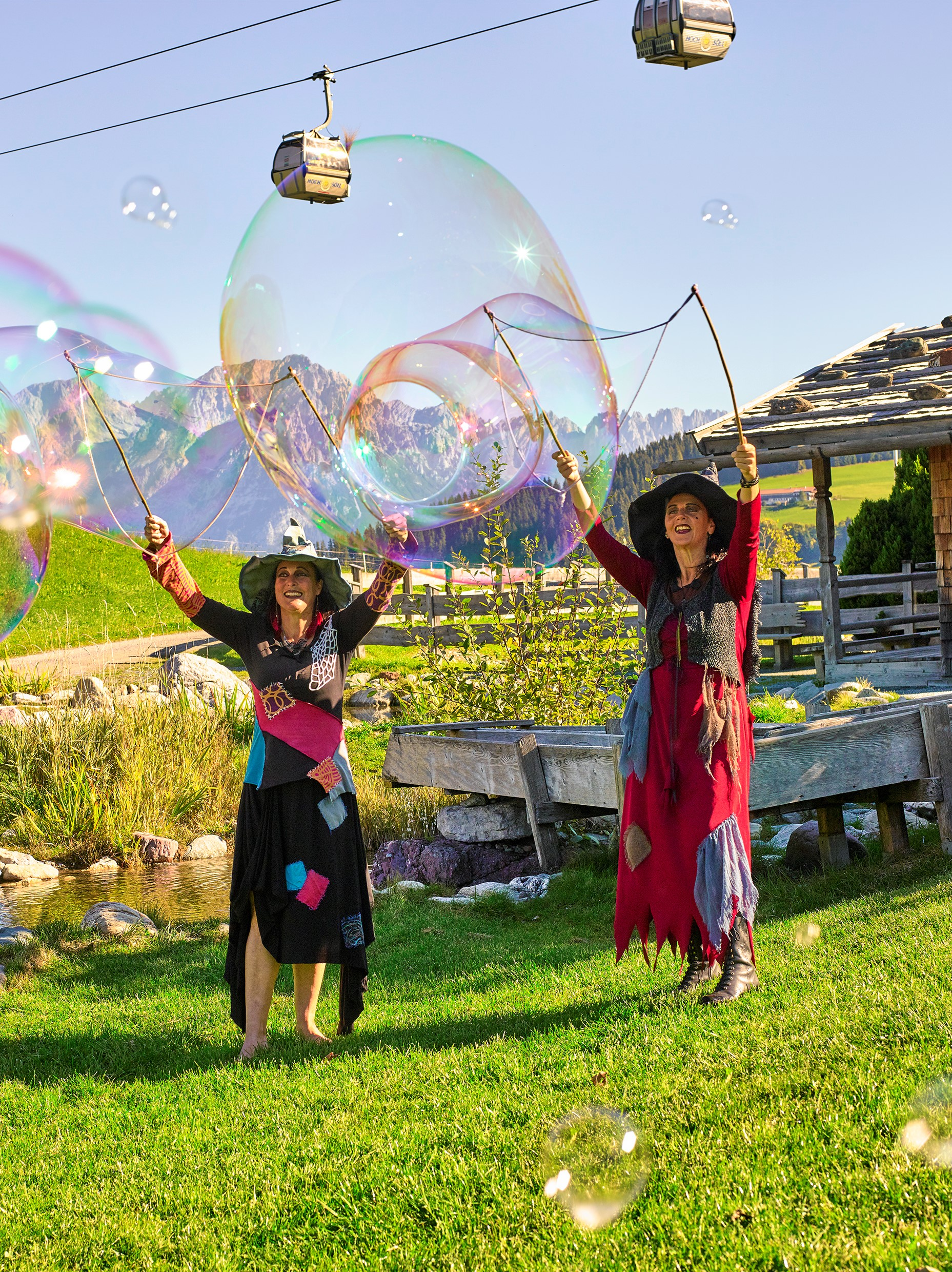
Die Hexenwasser Hexen und der Wilde Kaiser

## Geschichte
1990 hat die Bergbahn Söll mit dem Bergsommer Hochsöll begonnen. Das Programm war hauptsächlich auf Tradition aufgebaut und sprach die ältere Gästeschicht an. Da die Besucherzahlen mit ca. 45.000 im Sommer stagnierten, begann man im Jahr 2002 mit dem Bau des Hexenwassers. Am 16. Juni 2002 war die Eröffnung der neuen Erlebniswelt mit 30 Spiel- und Wellness-Stationen. Anfangs wurde sie die „Magische Welt des Hochsöller Hexenwassers“ genannt und bestand aus einem 450 m langen Pfad vom Quellsprung beim Gasthof Hochsöll bis zur Stöcklalm. Jedes Jahr wurde das Areal seitdem erweitert. Bis heute hat sich die jährliche Besucherzahl auf knapp 200.000 erhöht.

## Weblinks

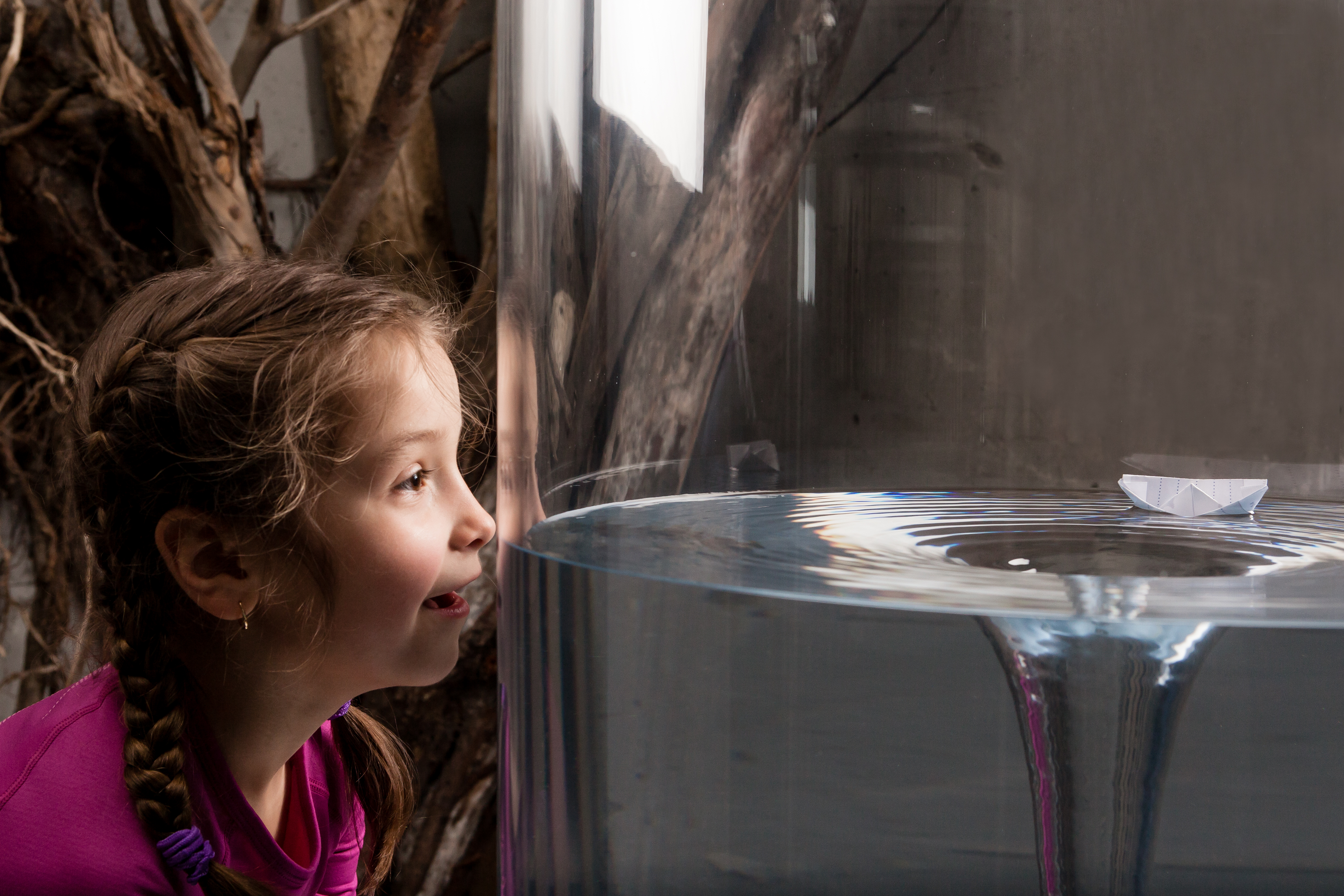
Wasserwerkstatt Blaues Wunder